# Gornja Podgorja
Gornja Podgorja (szerbül: Горња Подгорја) falu Bosznia-Hercegovinában, Bosanska krajina területén, a Szerb Köztársaságban, Mrkonjić Grad községben.

## Fekvése
Bosznia-Hercegovina közép-nyugati részén, Banja Lukától légvonalban 61, közúton 91 km-re, községközpontjától légvonalban 21, közúton 38 km-re délre, a Dinári-hegységben, 820 méteres magasságban az M 15-ös Mrkonjić Grad és Glamoč közötti főúttól keletre fekszik.

## Népessége
| Nemzetiségi csoport | Népesség 1991 | Népesség 2013 |
| ------------------- | ------------- | ------------- |
| Szerb               | 106           | 46            |
| Bosnyák             | 0             | 0             |
| Horvát              | 0             | 0             |
| Jugoszláv           | 0             | 0             |
| Egyéb               | 0             | 0             |
| Összesen            | 106           | 46            |

## Története
A régi Podgorja falu ma két részre oszlik, Donja és Gornja Podgorja településekre. A boszniai háború idején a Misztrál–2 hadművelet során a Horvát Köztársaság hadseregéhez tartozó 7. gárdadandár elfoglalta a települést, melynek lakossága elmekült. A Misztrál–2 hadművelet boszniai szerb civilek százainak életét követelte, és több tízezer ember kényszerült lakóhelyét elhagyni. A falu a daytoni békeszerződés aláírása után visszakerült a boszniai Szerb Köztársasághoz. Sok más krajnai faluhoz hasonlóan Donja és Gornja Podgorja lakói is elmenekültek, és a falu majdnem megsemmisült. Ehhez az is hozzájárult, hogy az állam nem törődött a lakosokkal, vagyis nem volt meg az akarat, hogy utakat, villanyt, vizet és minden egyéb műszaki vívmányt biztosítsanak az itt élőknek. Egyébként Podgorja két ortodox plébániához tartozik. Donja Podgorja a peckai, Podgorja Gornja pedig a gerzovai plébániához tartozik. Amikor már mindenki arra számított, hogy ez a falu örökre eltűnik, mint lakott hely, szokatlan csoda történt. 20 évvel ezelőtt elkezdődött egy kisebb templom építésének története Donja Podgorijában. Mialatt épült a templom a falu kapott egy aszfaltozott utat is. Közben Gornja Podgorjában is felépült a templom. Ma sok, a Vajdaságba kitelepített, illetve Mrkonjicban vagy Banja Lukában élő ember szívesen jön vissza és érdeklődik régi birtokai iránt. Régóta elhagyott földjeik és gyümölcsöseik megművelését tervezik. Tervben van a keskeny nyomtávú vasút helyreállítása is.

## Nevezetességei
- Szent Nedelja vértanú és a Szent és Tiszteletreméltó Angelina Anya tiszteletére szentelt ortodox temploma.[4]